# Cylindrostethus
Cylindrostethus is een geslacht van wantsen uit de familie van de Gerridae (schaatsenrijders). Het geslacht werd voor het eerst wetenschappelijk beschreven door Franz Xaver Fieber in 1860.

## Soorten
Het genus bevat de volgende soorten:

- Cylindrostethus bassleri Drake, 1952
- Cylindrostethus bilobatus Kuitert, 1942
- Cylindrostethus costalis Schmidt, 1915
- Cylindrostethus drakei Floriano, Paladini & Cavichioli, 2016
- Cylindrostethus erythropus (Herrich-Schäffer, 1850)
- Cylindrostethus gaudanti Hartung et al., 2016
- Cylindrostethus hungerfordi Drake & Harris, 1934
- Cylindrostethus linearis (Erichson, 1848)
- Cylindrostethus malayensis D. Polhemus, 1994
- Cylindrostethus meloi Floriano & Cavichioli, 2013
- Cylindrostethus palmaris Drake & Harris, 1934
- Cylindrostethus persephone Kirkaldy, 1899
- Cylindrostethus podargus Drake, 1958
- Cylindrostethus productus (Spinola, 1840)
- Cylindrostethus quadrivittatus Bergroth, 1916
- Cylindrostethus regulus (White, 1879)
- Cylindrostethus samarinda D. Polhemus, 1994
- Cylindrostethus scrutator (Kirkaldy, 1899)
- Cylindrostethus stygius Drake, 1961
- Cylindrostethus sumatranus Lundblad, 1933
- Cylindrostethus vittipes (Stål, 1870)